# پارکلند (کامیونیتی)، ویسکانسین
پارکلند (به انگلیسی: Parkland) یک منطقهٔ مسکونی در ایالات متحده آمریکا است که در شهرستان داگلاس، ویسکانسین واقع شده‌است. پارکلند ۲۱۰٫۰۱ متر بالاتر از سطح دریا واقع شده‌است.